# Verkilambi
Verkilambi là một thị xã panchayat của quận Kanniyakumari thuộc bang Tamil Nadu, Ấn Độ.

## Nhân khẩu
Theo điều tra dân số năm 2001 của Ấn Độ, Verkilambi có dân số 17.982 người. Phái nam chiếm 49% tổng số dân và phái nữ chiếm 51%. Verkilambi có tỷ lệ 75% biết đọc biết viết, cao hơn tỷ lệ trung bình toàn quốc là 59,5%: tỷ lệ cho phái nam là 76%, và tỷ lệ cho phái nữ là 74%. Tại Verkilambi, 11% dân số nhỏ hơn 6 tuổi.